# Fauna de la Provincia de Mendoza
La provincia de Mendoza cuenta con gran variedad de biodiversidad. Entre los carnívoros pueden mencionarse el zorro —tanto gris como colorado—, zorrinos, hurones, pumas y comadrejas. Cuenta además con gran variedad de mamíferos carnívoros y avícolas que se refugian en cuevas durante el día, especialmente pumas o leones de montaña. Hay ejemplares cavícolas que se refugian durante el día en cuevas, como el pichiciego mendocino. En el distrito andino se ven cóndores y en el subandino aves de rapiña: águilas y gavilanes, a lo que se suman roedores como ratones y cuises, búhos, pecho colorado, pititorras y distintos tipos de ofidios e insectos. Hacia el sur se visualizan zorrinos, vizcachas, guanacos, perdices, ñandúes, y aves como cardenales y cotorritas. También habitan la región aves acuáticas, como el cisne de cuello negro, la garza y los flamencos. Asimismo el ñandú y ñandú petiso, que es una especie de ave terrestre, típica de zona montañosa.

## Zonas
Dentro de la región de alta montaña, ubicada por encima de los 3000 metros sobre el nivel del mar, y hasta los 4500 metros, podemos encontrar una fauna muy escasa, condicionada por la falta de alimentos, las temperaturas extremas y la presencia de las tormentas de nieve y viento. Entre las aves se destacan el cóndor. Los mamíferos están representados por guanacos y pumas.
En los terrenos ubicados en la montaña, con alturas menores de 3000 metros, existen numerosos valles y quebradas donde la fauna encuentra mejor refugio y más alimento que en las altas cumbres. Entre las aves características de la zona se destacan el ñandú petiso cordillerano, la perdiz serrana chica, el pato cortacorriente, el pato crestón, el cóndor, el águila mora y el aguilucho, el cernícalo, el búho virginiano. Los mamíferos más comunes en la zona son: guanacos, pumas, zorros colorados, cuises, ratones, liebres europeas y dos especies de murciélago, el común y el orejudo chico. También hay reptiles, como el lagarto de cola espinuda, la yarará ñata y la culebra ratonera.
La zona preserrana tiene una fauna similar a la del monte, pero dañada por la acción del hombre. Allí se encuentran, entre las aves, el ñandú común, el águila mora, el aguilucho, el halconcito y el chimango. Los mamíferos característicos son el puma, el zorro gris, el gato montés y el zorrino.
El monte comprende las extensas llanuras del este mendocino, en parte muy medanosas, con radicales salpicados de bosquecillos de algarrobo y chañar. Aquí habitan el ñandú, la perdiz de monte, la perdiz chica, la martineta, el chimango, el carancho, el aguilucho y el cernícalo. También hay mamíferos, como murciélagos, peludos, zorros grises y gatos monteses. Entre los reptiles se cuentan lagartijas, lagartos verdes, boas de las vizcacheras y tortugas terrestres.
La región de la Payunia es paisaje árido, modelado por la actividad volcánica con vegetación adaptada a la falta de agua, las especies características son las siguientes: ñandú petiso o choique, jote cabeza negra, chimango, águila mora, aguilucho, martineta, chorlo cabezón, chingolo y calandria. Hay mamíferos como marmotas, piches patagónicos, liebres y conejos europeos, maras, vizcachas, chinchillones, cuises, tunduques, guanacos, pumas, zorrinos patagónicos o chiñes y zorros grises. Entre los reptiles están la yarará nata, la culebra ratonera, el matuasto y la lagartija. Los anfibios más comunes son el sapo y la ranita andinos.
La región de ambientes acuáticos comprende los pantanos, esteros y lagunas naturales, como laguna de Llancanelo, laguna Blanca, laguna de los Álamos, La salinilla, los pantanos de San Miguel, esteros del Atuel y del salado, tiene una amplia avifauna, representada por flamencos, cisnes coscorobas, cisnes cuello negro, macaes plateados, garzas brujas, garzas moras, gallaretas, patos overos, patos zambullidores, patos capuchinos, teros comunes y reales. Entre los mamíferos se encuentra el coipo o nutria.

## Anfibios

### FamiliaAlsodidae
- Alsodes montanus - Presencia incierta.
- Alsodes pehuenche[2][3] - Rana en peligro crítico de extinción. En la provincia de Mendoza esta especie se conoce para varios arroyos en el Valle de Pehuenche (WGS 84, 35,97° S, 70,38° W, 2523 m asl), en el Departamento de Malargüe, la mayoría atravesados por la Ruta Nacional 145, cerca de la frontera internacional con Chile, entre 2.100-2.523 metros sobre el nivel del mar.[4]

### FamiliaBufonidae
- Rhinella arenarum[2][3] - Se encuentra en Argentina desde la provincia de Chubut hacia el norte.[5][6] Los fósiles que representan a esta especie se conocen con certeza desde el Plioceno tardío hasta el Holoceno en la zona central de Argentina.[7]
- Rhinella spinulosa[8][2][3]
  - Rhinella spinulosa spinulosa - El sapo espinoso andino habita en montañas, altiplanos, laderas y valles mayormente en la Cordillera de los Andes y áreas próximas a esta. En la Argentina se distribuye en el noroeste y Cuyo, en todas las provincias andinas alcanzando por el sur la parte sudoccidental de Mendoza y el extremo noroeste de Neuquén.[9]

### FamiliaCeratophryidae
- Ceratophrys cranwelli[3]
- Chacophrys pierottii[2]

### FamiliaLeptodactylidae
- Leptodactylus bufonius[3] - Esta especie se conoce desde el sur y sureste de Bolivia hasta el centro de Argentina, Paraguay y Pantanal en Brasil. Se puede encontrar hasta 800 m s. n. m.[10]
- Leptodactylus latrans[3] - Es originaria de gran parte de América del Sur al este de los Andes y Trinidad y Tobago.[11]
- Pleurodema bufoninum[3] - Es una especie de anfibio característico del ambiente patagónico, desde Mendoza Argentina por el norte, hasta el Atlántico por el este, y el Estrecho de Magallanes por el sur; por el oeste se distribuye en sectores de Chile, desde la Región del Maule hasta la Patagonia chilena.
- Pleurodema nebulosum[8][12][2][3] - Esta especie es conocida desde Argentina en las provincias de Catamarca, Córdoba, La Pampa, La Rioja, Mendoza, Neuquén, Río Negro, Salta, San Juan, San Luis y Tucumán. Tiene un rango de elevación de 132-2,258 m s. n. m.[13]

### FamiliaOdontophrynidae
- Odontophrynus occidentalis[3] - Es endémica del centro y oeste de Argentina.[14][15]

### FamiliaRanidae
- Lithobates catesbeianus[2] - Anfibio introducido con fines gastronómicos. Se halla en arroyos, lagunas y cauces de riego de San Carlos y Tunuyán. Esta especie se ha naturalizado en los ambientes naturales y artificiales de la zona del Valle de Uco y representa una amenaza para la fauna local.[3]

## Arácnidos

### OrdenAraneae

#### FamiliaAraneidae
- Alpaida carminea[16]
- Alpaida versicolor[17]
- Argiope argentata[17] - Esta especie se distribuye desde el sur de Estados Unidos hasta Chile, Paraguay, Colombia, Ecuador, Perú, Bolivia, México, Honduras, Costa Rica, Uruguay, Argentina y muy raramente en Panamá y Venezuela.[18] Es considerada un buen agente biológico de control de plagas. Su veneno no tiene importancia médico veterinaria por lo que no causa daños mayores en caso de picadura.
- Parawixia audax[17]

#### FamiliaCtenidae
- Asthenoctenus borellii[17]

#### FamiliaDesidae
- Metaltella simoni[17]

#### FamiliaDysderidae
- Dysdera crocata[17] - Esta especie, originalmente Mediterránea, posee actualmente una distribución cosmopolita, abarcando Eurasia (excepto Escandinavia)[19] y partes de Norteamérica y Sudamérica (presente en México, Argentina y Chile), así también países como Sudáfrica, Australia, y Nueva Zelanda.[20] Se sabe que muerden a los humanos si se manipulan. Las mordeduras verificadas no han causado problemas médicos importantes. En algunos casos, se ha informado de picazón localizada en el sitio de la picadura.[21]

#### FamiliaFilistatidae
- Kukulcania hibernalis[17] - Especie que se encuentra Argentina, Brasil, Chile, Colombia, Paraguay y Uruguay.[22] Esta especie es totalmente inofensiva, se le considera beneficiosa ya que captura insectos considerados como pestes como moscas, cucarachas, y hasta escarabajos.

#### FamiliaLycosidae
- Lycosa erythrognatha[17] - Esta especie se distribuye en América del Sur, en Brasil, Paraguay, Uruguay (desde el norte hasta Montevideo) Centro sur de Chile y las provincias del norte, centro y sur de Argentina.[23] Esta araña es de interés médico.

#### FamiliaNemesiidae
- Lycinus longipes[17]

#### FamiliaPholcidae
- Holocnemus pluchei[17]

#### FamiliaSalticidae
- Megafreya sutrix[17] - Ampliamente distribuida en el sudeste de América del Sur, donde ocurre asociada con poblaciones humanas; se ha registrado también en Java, donde probablemente fue llevada accidentalmente por actividad humana.[24] No es una especie peligrosa para el ser humano.
- Menemerus semilimbatus[17]

#### FamiliaScytodidae
- Scytodes univittata[17]

#### FamiliaSicariidae
- Loxosceles laeta[17] - Nativa de América del Sur e introducido en América del Norte y varios países de América Central. Es de importancia médica. Esta araña no es agresiva y muerde generalmente solo cuando es apretada contra la piel humana. El cuadro anafiláctico producido por la toxina de la mordedura se llama loxoscelismo. El veneno de la Loxosceles laeta es potencialmente mortal dependiendo de la relación inóculo-masa del individuo. Los primeros auxilios implican la aplicación de un paquete de hielo para controlar la inflamación, la aplicación de Aloe vera apacigua y ayuda a controlar el dolor, acudir al médico pronto. Si se puede capturar fácilmente, se debería traer la araña con el paciente en un frasco transparente, fuertemente cerrado, de modo que lo puedan identificar.

#### FamiliaSparassidae
- Polybetes pythagoricus[17] - Esta especie se distribuye en América del Sur. En Argentina se distribuye en la zona norte y central. Esta araña es escasamente peligrosa para los seres humanos (no sensibles), pero los casos de mordeduras son bastante frecuentes. Es una especie agresiva que, si es molestada o apretada accidental o intencionalmente, no duda en morder al infortunado, incluso puede quedar adherida a la piel para morder varias veces.[25] El primer síntoma es una acción local causada por el daño mecánico de la penetración de los quelíceros, lo que produce un edema en el área donde se localizó la picadura, el que se mantiene durante un periodo de una a 3 horas. La segunda es una respuesta del tipo neurotóxica, la cual afecta al resto del cuerpo, el cual presenta flojedad, cansancio, debilidad, dolor de cabeza, mareos, adormecimiento del miembro mordido y una tendencia lipotímica con sudor frío. A las pocas horas también desaparecen dichos síntomas, por lo que no se aplica suero antiveneno.[26][27][28]
- Polybetes rapidus[17]
- Polybetes trifoveatus[17]

#### FamiliaTheraphosidae
- Grammostola mendozae[17]

#### FamiliaTheridiidae
- Latrodectus diaguita[16]
- Latrodectus geometricus[17]
- Latrodectus quartus[16]
- Latrodectus mirabilis[16]
- Steatoda grossa[17]
- Steatoda triangulosa[17]

### OrdenIxodida

#### FamiliaIxodidae
- Amblyomma tigrinum[17]
- Rhipicephalus sanguineus[17] - Originaria de África, actualmente se encuentra en todo el mundo, a excepción de las zonas con un clima rígido de bajas temperaturas. Es uno de los vectores más importantes de enfermedades en perros y zoonosis en el mundo. Ataca preferentemente a los perros, aunque también puede parasitar a otros animales domésticos, salvajes e incluso ocasionalmente al humano, aunque otros animales de sangre caliente son raramente picados.[29][30][31] Las garrapatas adultas pueden succionar de 0.5 a 2 ml de sangre, lo que en un corto período de tiempo puede causar anemia para el hospedero. El traumatismo o herida causada por la picadura de garrapatas también puede dar lugar infecciones secundarias. Las picaduras de garrapata también pueden producir reacciones alérgicas, depresión y parálisis causadas por las toxinas nerviosas producidas en las glándulas salivales la garrapata hembra.[32]

### OrdenScorpiones

#### FamiliaButhidae
- Tityus carrilloi[17][33] - Habita en regiones subtropicales y templadas de América del Sur, incluso en las grandes ciudades. Actualmente se distribuye en todas las provincias del norte y centro-norte de la Argentina, desde Misiones por el nordeste hasta el oriente de Jujuy por el noroeste, llegando por el sur hasta el noreste de Mendoza por el poniente y el borde costero sur del Río de la Plata y la ribera derecha del río Uruguay en el borde oriental de Corrientes y Entre Ríos por el naciente (sin pasar a la ribera izquierda —brasileña-uruguaya—). Sin embargo, la mayor parte de esta geonemia corresponde a áreas donde este escorpión ha sido accidentalmente introducido por los humanos. Es muy peligroso para los seres humanos. Esta especie de escorpión posee un potente veneno neurotóxico, el cual es peligroso para los humanos, en especial en casos de escorpionismo sobre niños menores a 10 años o ancianos. Puede causar bloqueo auriculoventricular, convulsiones, coma, shock, hiperglucemia, edema pulmonar, pancreatitis, etc.[34][26][35][36]

#### FamiliaBothriuridae
- Bothriurus bonariensis[17] - Su distribución geográfica comprende Argentina, Uruguay y los estados del sur de Brasil (Rio Grande do Sul y Santa Catarina). Es frecuente encontrarlo en el campo y su picadura no es potente.
- Bothriurus burmeisteri[17]
- Timogenes elegans[17]

## Mamíferos

### OrdenCarnivora

#### FamiliaCanidae
- Chrysocyon brachyurus: Extinta en Mendoza. Tenía una distribución que alcanzaba a la provincia de Mendoza como límites austral y oeste, habiendo desaparecido en décadas recientes de gran parte de su rango debido a la cacería, a la destrucción de ambientes acuáticos y pastizales, y a la deforestación.[37]
- Lycalopex culpaeus: Esta especie se distribuye especialmente a lo largo de la Cordillera de los Andes. En la Argentina se distribuye por el oeste, llegando por el sur hasta el archipiélago de Tierra del Fuego.[8][38][39] Las siguientes subespecies se encuentran o se encontraron en Mendoza:
  - Lycalopex culpaeus andinus: Esta subespecie se distribuye a lo largo de la Cordillera de los Andes, siempre en altitudes superiores a 2000 m s. n. m., en áreas altiplánicas. Su distribución es incierta en Mendoza, podría distribuirse en el noroeste de la provincia.[40]
  - Lycalopex culpaeus culpaeus: Esta subespecie se distribuye a lo largo de la Cordillera de los Andes. Se distribuye en el oeste de Mendoza.[40][41]
  - Lycalopex culpaeus magellanicus: Posiblemente extinto en Mendoza. En el siglo XIX esta subespecie limitaba su distribución a las áreas próximas a la cordillera andina. La explosión de la actividad ovina y la introducción de la liebre europea (Lepus europaeus) le significó a este predador el poder contar con alimento abundante todo el año, por lo que estos zorros comenzaron a desplazarse más y más hacia el este. En Mendoza se lo llegó a encontrar en los alrededores del Río Barrancas.[41]
- Lycalopex griseus: En Argentina, habita la región semiárida occidental del país, desde los contrafuertes andinos hasta el meridiano de 66° O. Hacia el sur del Río Grande esta distribución se amplía hasta llegar a la costa atlántica.[41][8][42]
  - Lycalopex griseus gracilis: Subespecie descrita en Mendoza, se extiende desde Santiago del Estero hasta el sur de Río Negro.[43]
- Lycalopex gymnocercus: En Argentina, se encuentra desde las estribaciones de los Andes en el este de las provincias de Salta, Jujuy, Catamarca, San Juan, La Rioja y Mendoza hasta la costa atlántica en la provincia de Buenos Aires, provincia de Río Negro y posiblemente la provincia de Chubut al sur.[44][38][39]
  - Lycalopex gymnocercus antiquus: Se encuentra desde las provincias de Córdoba y San Luis hasta el Río Negro y desde la costa atlántica hasta un límite mal definido del río Salado-Chadilevú.[45]

#### FamiliaFelidae
- Herpailurus yagouaroundi: Se distribuye desde México y Centroamérica hasta el centro de Argentina. El área de distribución del yaguarundí incluye el sur de Texas y ambas zonas costeras de México, América Central y en América del Sur, la región al oriente de los Andes hasta el norte de la Patagonia argentina.[39]
  - Herpailurus yagouaroundi ameghinoi: Subespecie que se encuentra en Mendoza, done existen escasas observaciones directas y algunos ejemplares colectados en capturas o como producto de eventos de atropellamiento en rutas, corresponden a sitios alejados de los principales centros urbanos y en áreas naturales protegidas. Hubo dos registros recientes en el año 2014: en la Laguna El Viborón, Maipú (donde se observó y fotografió por breves segundos un espécimen) y en Los Barriales, Junín (solo observación).[38] Esta es una subespecie descrita por Eduardo Ladislao Holmberg en 1898 al encontrar huesos de gato fósiles, presumiblemente de un yaguarundí, que fueron excavados cerca de San Luis, Argentina.[46] El naturalista Virgilio G. Roig describió la distribución de esta subespecie en la Provincia de Mendoza, en donde se encontraba principalmente en la actual Reserva de biosfera de Ñacuñán en San Rafael.[41]
- Leopardus colocolo: Probablemente extinto en Mendoza. Se logró extender a lo largo de la mayor parte de Argentina y Uruguay más allá de los bosques secos (chaco, cerrado) de Bolivia, Paraguay y Brasil, y al norte a través de la cadena montañosa de los Andes a través de Ecuador y posiblemente en el suroeste de Colombia. La sugerencia de Pereira et al. (2002) de que la especie puede considerarse extinta en las pampas del centro de Argentina ha sido confirmada por estudios más recientes. La información más reciente indica que esta especie es rara en una gran parte de su rango de distribución, como la Patagonia y la Mesopotamia en Argentina, las Pampas y Pantanal en Brasil, los bosques secos de Bolivia, así como en Uruguay y Perú.[39][47]
- Leopardus garleppi: Ha habido dos registros fotográficos recientes en la Reserva Natural Villavicencio.[38]
- Leopardus geoffroyi: Esta especie se distribuye en casi todo el territorio continental de la Argentina hasta el sur de la Patagonia argentina.[8][38][39]
  - Leopardus geoffroyi salinarum: Subespecie propia distribuida al suroeste y centro de la Argentina.[48][41]
- Leopardus jacobita: Habita en zonas de vegetación no muy alta ni espesa, así como en las estepas y áreas rocosas. Se le documenta desde los 3000 a 5000 m s. n. m., tal vez más alto, por encima de la línea de árboles, aunque a mayor latitud disminuye su rango altitudinal, llegando en la provincia argentina de Mendoza a habitar por debajo de 2000 m s. n. m. En enero de 2020, en la Reserva Natural Villavicencio, cámaras trampa desplegadas por la ONG Alianza Gato Andino, la Fundación Villavicencio y la Secretaría de Ambiente argentina, a través de la Dirección de Recursos Naturales, detectaron claramente dos individuos de gato andino. El último ejemplar en las cercanías había sido divisado en 2008. En esa provincia argentina, el extremo austral de su geonemia, se ha señalado la presencia de la especie en la reserva privada Villavicencio y se considera de valor la propuesta de anexar como nueva reserva el ambiente de Paramillos de Uspallata por ser muy probable zona de presencia del gato andino entre los 2500 y 3000 m s. n. m.[49] Esta poca información queda reflejada por los pocos avistamientos reportados, 10 en total entre los años 2001 y 2002. Para el año 2004 se reportó la presencia de esta especie en el sur de Mendoza (departamento de Malargüe, Argentina), al ser tomado un registro fotográfico de dos ejemplares a unos 1800 m s. n. m. Posteriormente, en el año 2008 se halló una piel de un ejemplar que había sido cazado dos años atrás (2006) en la ladera nororiental del Cerro Nevado (departamento de Malargüe), lo cual amplía su distribución hacia el sur.[50][39]
- Leopardus pajeros: Esta especie se distribuye en el sur de Sudamérica al oriente de la cordillera de los Andes, en el centro y sur de la Argentina hasta las estepas del sur de la Patagonia y sectores patagónicos aledaños en el sur de Chile.[41]
- Panthera onca: Extinto en Mendoza. En el pasado logró distribuirse en las provincias de Río Negro, La Pampa, Neuquén y Mendoza. Hasta el siglo XX estuvo presente en Mendoza; registros del zoólogo Virgilio Roig lo demuestran. En el sur provincial, existen algunos nombres de lugares que también sugieren la existencia de la especie en la provincia, como arroyo El Tigre en San Rafael, o Pampa del Tigre en General Alvear.[51][41]
- Puma concolor[42]
  - Puma concolor puma: Es la más austral de las subespecies de puma.[41]

#### FamiliaMustelidae
- Galictis cuja: Los grisones menores se encuentran en la mayor parte del sur de América del Sur desde el nivel del mar hasta una altura de 4.200 metros (13.800 pies).[39]
  - Galictis cuja cuja: Subespecie encontrada en la provincia de Mendoza. Se distribuye en el suroeste de Bolivia, oeste de Argentina, centro de Chile. A mediados del siglo XX se logró distribuir por Maipú, Malargüe y Lujan de Cuyo.[41] Dos avistamientos recientes, uno en la Reserva Natural Villavicencio y otro en el Distrito "La Holanda", Departamento de Lavalle.[38]
- Lyncodon patagonicus: Una de las primeras menciones de esta especie se debe al diario de Syms Covington, que navegó con Charles Darwin en su viaje a bordo del HMS Beagle. Se distribuye en el oeste de la Argentina, desde la provincia de Salta en el noroeste argentino hasta la provincia de Santa Cruz, en la Patagonia argentina; también habita en sectores limítrofes de Chile, tanto en su zona central como en la Patagonia chilena.[39]
  - Lyncodon patagonicus patagonicus: Subespecie encontrada en la Provincia de Mendoza. A mediados del siglo XX se logró distribuir por Tupungato, San Rafael, Tunuyán y San Carlos.[41]

#### FamiliaMephitidae
- Conepatus chinga: Habita en Argentina, Bolivia, Brasil, Chile, Paraguay, Perú y Uruguay, hasta una altura de 5.000 metros.[8][38][39]
  - Conepatus chinga budini: Subespecie encontrada en la Provincia de Mendoza.[41]
  - Conepatus chinga mendosus: Subespecie encontrada en la Provincia de Mendoza.[41]
- Conepatus humboldtii: Se distribuye en la Patagonia del sur de la Argentina y de Chile.
  - Conepatus humboldtii castaneus: Esta subespecie es un endemismo del centro de la Argentina. Se distribuye desde las provincias de La Rioja y Santiago del Estero (posiblemente también el sur de Catamarca) por el norte, hasta el noreste de Chubut por el sur.[41]
  - Conepatus humboldtii proteus: Subespecie encontrada en la Provincia de Mendoza.[41]

### OrdenDidelphimorphia
- Didelphis albiventris: Su distribución comprende desde la costa atlántica de la Región Nordeste de Brasil, y hacia el sur (sin adentrarse en la Cordillera de los Andes) hasta la latitud 41° en la provincia patagónica de Río Negro en el centro-sur de la Argentina, y todo lo que hay entre ellas, incluyendo el este de Bolivia, la totalidad de Paraguay, la totalidad de Uruguay, toda la costa atlántica desde la Provincia de Río Negro en Argentina hasta el estado de Ceará en Brasil, la región pampeana, la región chaqueña, los esteros del Iberá, el pantanal y las caatingas, entre otros ecosistemas.[8][38][39]
- Lestodelphys halli: Esta especie habita en ambientes secos, de vegetación arbustiva. Se distribuye desde la provincia de Mendoza, por el Oeste, hasta el centro-norte de Santa Cruz.[52][39]
- Thylamys pallidior: Se encuentra en el este de Argentina, sur y este de Bolivia, norte de Chile y la parte occidental de los Andes peruanos. Esta especie es de abundancia relativa baja pero durante los picos de abundancia poblacional, es frecuente su captura. No hay evidencias de decrecimiento de su población. Su distribución es extensa y se han identificado al menos 10 localidades de ocurrencia.[38][39]
- Thylamys pusilla
  - Thylamys pusilla bruchi: Extinto en Mendoza. Se logró distribuir en los distritos Pampásico, Subandino y norte del Patagónico. En Mendoza, se logró distribuir a mediados del siglo XX en las localidades de La Paz, Santa Rosa, Desaguadero, Punta del Agua, Loncovaca, Challao, Las Heras, Tupungato y Cacheuta.[39][41]

### OrdenChiroptera
- Aeorestes villosissimus[39]
- Desmodus rotundus[39]
- Histiotus montanus[41][38][39]
- Eptesicus furinalis[38][39]
- Eptesicus ulapesensis[39]
- Lasiurus blossevillii[41]
- Myotis albescens[41]
- Myotis chiloensis[41]
- Myotis Levis[38]
- Myotis dinellii[38][39]
- Tadarida brasiliensis[53][38][39]

### OrdenCingulata
- Cabassous chacoensis: Presencia incierta. Su geonemia posiblemente cubriría también sectores de las provincias de Catamarca, San Juan, extremo noreste de Mendoza, y el sector de los llanos correspondiente a Córdoba, aunque faltan capturas que lo comprueben.
- Chaetophractus vellerosus[54]
  - Chaetophractus vellerosus pannosus[41]
- Chaetophractus villosus[41]
- Chlamyphorus truncatus[41]
- Dasypus hybridus: Extinto en Mendoza. Se logró distribuir en el distrito Pampeano y este del Subandino en las localidades de San Carlos, Rivadavia y Luján.[41]
- Tolypeutes matacus[41]
- Zaedyus pichiy[41]

### OrdenRodentia

#### FamiliaCricetidae
- Abrothrix andinus[8][41][38]
- Abrothrix hirta[39]
- Abrothrix longipilis[41]
- Abrothrix olivaceus[39]
- Akodon dolores[39]
- Akodon iniscatus[41]
- Akodon neocenus[41]
- Akodon spegazzini[38][39]
- Calomys musculinus[38][39]
- Chelemys macronyx[41][39]
- Eligmodontia moreni[39]
- Eligmodontia morgani[39]
- Eligmodontia typus[8][39]
- Euneomys chinchilloides[39]
- Euneomys mordax[41][39]
- Graomys griseoflavus[8][39]
- Holochilus lagigliai[39]
- Loxodontomys micropus[39]
- Mesocricetus auratus: Roedor euroasiático introducido. Muy popular como mascota y reportado como asilvestrado en Mendoza.
- Phyllotis darwini[41]
- Phyllotis xanthopygus[38][39]
- Pliyllolis griseoflavus[41]
- Oligoryzomys longicaudatus[41][39]
- Oligoryzomys occidentalis[39]
- Reithrodon auritus[39]
- Reithrodon typicus[41]
- Salinomys delicatus[39]

#### FamiliaAbrocomidae
- Abrocoma cinerea[8][41][38]
- Abrocoma schistacea[41]
- Abrocoma uspallata[55][56][39]
- Abrocoma vaccarum[41][56][39]

#### FamiliaChinchillidae
- Lagidium viscacia[8][38][39]
  - Lagidium viscacia moreni [39]
- Lagostomus maximus[38][39]
  - Lagostomus maximus maximus[41]
  - Lagostomus maximus petilidens[41]

#### FamiliaOctodontidae
- Aconaemys fuscus[41][39]
- Octomys mimax[41]
- Tympanoctomys barrerae[41][39]

#### FamiliaCtenomyidae
- Ctenomys mendocinus[41][38][39]
- Ctenomys fulvus[41]
- Ctenomys johannis[41]
- Ctenomys pontifex[41][39]
- Ctenomys validus[57][56][39]

#### FamiliaEchimyidae
- Myocastor coypus[38][39]
  - Myocastor coypus bonariensis[41]

#### FamiliaCaviidae
- Microcavia australis[42][8][38][39]
  - Microcavia australis australis[41]
- Microcavia maenas[38][39]
- Dolichotis patagonum[41][38][39]
- Galea leucoblephara[38][39]
  - Galea leucoblephara leucoblephara[41]
  - Galea leucoblephara littoralis[41]

#### FamiliaMuridae
- Rattus norvegicus[38][39]
- Rattus rattus[38][39]
  - Rattus rattus alexandrinus[41]
  - Rattus rattus rattus[41]
- Mus musculus[39]
  - Mus musculus musculus[41]

#### FamiliaSciuridae
- Callosciurus erythraeus[39]

### OrdenArtiodactyla

#### FamiliaCamelidae
- Lama guanicoe[42]
  - Lama guanicoe guanicoe: Es una de las dos subespecies en que se divide la especie Lama guanicoe del género Lama. Habita en el Cono Sur de América del Sur. Su distribución sufrió una retracción del 58 %; aun así es muy amplia, ya que posee el 95 % de la población mundial de esta especie; se distribuye desde la Puna hasta el canal Beagle en el extremo sur de la Patagonia argentina. En ese país goza de cierta protección; la provincia de Mendoza lo ha declarado monumento natural provincial por la ley n.º 6599 sancionada el 12 de mayo de 1998[58] y su caza está estrictamente prohibida. Ello ha derivado en una notoria recuperación de la población de la especie; sobre todo, en Paramillos de Uspallata.[41]

#### FamiliaCervidae
- Cervus elaphus: Especie invasora. En Argentina y Chile, el ciervo ha tenido un impacto potencialmente adverso en especies animales autóctonas, como el huemul (Hippocamelus bisulcus).[38]
- Dama dama: Especie invasora. En la actualidad los gamos se han introducido en gran parte de Europa y además en Estados Unidos, México, Perú, Chile, Sudáfrica, Uruguay, Argentina, Australia, Nueva Zelanda e islas Fiyi.[59]
- Hippocamelus bisulcus: Extinto en Mendoza. Hacia 1965 esta especie se hallaba citada por varios autores. En el siglo XVI, los huemules habitaban la región del sudoeste de Sudamérica, a partir del paralelo 34°S (Centro Oeste de la Provincia de Mendoza en la Argentina y la Región Metropolitana en Chile) hasta el estrecho de Magallanes.  A fines del siglo XIX, debido al retroceso de su área de expansión, el número de individuos de esta especie comenzó a disminuir drásticamente, quedando a fines del siglo XX, algunos centenares de ejemplares en el bosque andino patagónico o subantártico, ubicado al sur del paralelo 38°S (esto es, al sur de la región de La Araucanía, en Chile, y al suroeste de la provincia del Neuquén, en Argentina).[41]

#### FamiliaSuidae
- Sus scrofa: Especie invasora.[39][41]
  - Sus scrofa scrofa: Es la subespecie más común y extendida; su distribución original va de Francia hasta la parte europea de Rusia; ha sido introducida en Suecia, Noruega, Estados Unidos, Argentina, Uruguay y Canadá.[60][61]

#### FamiliaTayassuidae
- Dicotyles tajacu: Especie bizarra en Mendoza. Un solo avistamiento en tiempos recientes en la Reserva de Biósfera Ñacuñán.[39][38] Esta especie fue típica de la subregión Cuavano-Brasileña y fue, hacia 1965, señalada numerosas veces en Mendoza, no siendo extraño encontrar ejemplares aislados en las ciénegas de Lavalle y San Carlos.[41]

### OrdenLagomorpha
- Lepus europaeus[38][39]
  - Lepus europaeus europueus[41]
- Oryctolagus cuniculus[38][39]

## Moluscos
- Biomphalaria thermala[62]
- Diplodon chilensis[63]
- Helix aspersa[64]
- Limacus flavus[64]
- Lymnaea pictonica[65]
- Musculium argentinum[66]
- Pisidium chiquitanum[67]
- Pomacea canaliculata[64]
- Rumina decollata[64]

## Peces

### OrdenAtheriniformes
- Odontesthes bonariensis[68]
- Odontesthes hatcheri[68][69]

### OrdenCharaciformes
- Astyanax abramis[68]
- Cheirodon interruptus[68][69]
- Oligosarcus jenynsii[68]
- Psalidodon fasciatus[70]

### OrdenCypriniformes
- Cyprinus carpio[68][71]
- Ctenopharyngodon idella[71]
- Cyprinus rubrofuscus[68]

### OrdenCyprinodontiformes

#### FamiliaAnablepidae
- Jenynsia lineata[68]
- Jenynsia multidentata[68][69]

#### FamiliaPoeciliidae
- Cnesterodon decemmaculatus[68][69]
- Gambusia affinis[68]

### OrdenPerciformes

#### FamiliaCichlidae
- Australoheros facetus[68]

#### FamiliaPercichthyidae
- Percichthys trucha[69]

### OrdenSalmoniformes
- Oncorhynchus mykiss[68][71]
- Salmo trutta[71]
- Salvelinus fontinalis[68][71]

### OrdenSiluriformes

#### FamiliaDiplomystidae
- Olivaichthys cuyanus[69]
- Olivaichthys viedmensis[69]

#### FamiliaTrichomycteridae
- Hatcheria macraei[68][69]
- Silvinichthys mendozensis[68][69][56]
- Trichomycterus areolatus[69]
- Trichomycterus borellii[69]
- Trichomycterus heterodontus[69]

### OrdenSynbranchiformes
- Synbranchus marmoratus[69][70]

## Reptiles

### OrdenSquamata

#### SubordenAmphisbaenia
- Amphisbaena angustifrons[72]
- Amphisbaena darwini[73]
- Amphisbaena heterozonata[74]
- Amphisbaena kingii[73]
- Amphisbaena plumbea[75][73]

#### SubordenLacertilia
- Aspronema dorsivittatum[76][73]
- Aurivela longicuada[77][73]
- Diplolaemus leopardinus[78]
- Homonota andicola[79]
- Homonota borelli[73]
- Homonota darwinii[80]
- Homonota fasciata[81][73]
- Homonota underwoodi[82][73]
- Leiosaurus bellii[83][73]
- Leiosaurus catamarcensis[84]
- Leiosaurus paronae[85][73]
- Liolaemus austromendocinus[73][86]
- Liolaemus bibronii[73][87]
- Liolaemus boulengeri[73]
- Liolaemus buergeri[73][88]
- Liolaemus choique[89]
- Liolaemus cuyanus[90]
- Liolaemus darwinii[73][91]
- Liolaemus donosobarrosi[92]
- Liolaemus duellmani[93]
- Liolaemus elongatus[73][94]
- Liolaemus fitzgeraldi[73][95]
- Liolaemus flavipiceus[73][96]
- Liolaemus gracilis[73][97]
- Liolaemus grosseorum[98]
- Liolaemus josei[73][99]
- Liolaemus laurenti[100]
- Liolaemus millcayac[101]
- Liolaemus olongasta[102]
- Liolaemus parvus[73][103]
- Liolaemus puelche[104]
- Liolaemus smaug[73][105]
- Liolaemus thermarum[106]
- Liolaemus rabinoi[107]
- Liolaemus riojanus[108]
- Liolaemus ruibali[8][73][109]
- Liolaemus uspallatensis[73][110]
- Liolaemus wiegmannii[73][111]
- Liolaemus yalguaraz[73]
- Phymaturus flagellifer[8]
- Phymaturus nevadoi[112]
- Phymaturus palluma[73][113]
- Phymaturus payuniae[73][114]
- Phymaturus roigorum[73][115]
- Phymaturus verdugo[73][116]
- Pristidactylus araucanus[117]
- Pristidactylus fasciatus[118]
- Pristidactylus scapulatus [8][119][73]
- Salvator rufescens[73]
- Tarentola mauritanica[73]
- Teius oculatus[120]
- Teius teyou[121][73]

#### SubordenSerpentes
- Boiruna maculata[122]
- Bothrops ammodytoides[8][123][73]
- Bothrops diporus[124][73]
- Crotalus durissus terrificus[125]
- Epictia albipuncta[126]
- Epictia australis[127]
- Erythrolamprus sagittifer[128][73]
- Micrurus pyrrhocryptus[129][73]
- Oxyrhopus rhombifer[130]
- Paraphimophis rustica[131]
- Phalotris bilineatus[132]
- Phalotris cuyanus[133][73]
- Phalotris tricolor[134]
- Phimophis vittatus[73]
- Philodryas patagoniensis[135]
- Philodryas psammophidea[125]
- Philodryas trilineata[8][136][73]
- Pseudotomodon trigonatus[137][8][138][73]
- Siagonodon borrichianus[139][73]
- Xenodon semicinctus[140][73]
- Xenodon dorbignyi[141]

### OrdenTestudines
- Chelonoidis chilensis[73][142]
- Trachemys scripta[73]

## En peligro de extinción
Las siguientes especies se encuentran en peligro de extinción:

### Vulnerable
- Chelonoidis chilensis[73][142]
- Grammostola vachoni
- Liolaemus thermarum[106]
- Mesocricetus auratus
- Pristidactylus araucanus[117]
- Rhionaeschna haarupi
- Vultur gryphus

### En peligro
- Bombus dahlbomii
- Leopardus jacobita[143]

### En peligro crítico
- Alsodes pehuenche[4]
- Ctenomys validus[57][56]
- Holochilus lagigliai[39]
- Liolaemus rabinoi[107]

### Extintas en Mendoza
- Chrysocyon brachyurus: Extinta en Mendoza.[37]
- Dasypus hybridus[41]
- Hippocamelus bisulcus[41]
- Leopardus colocolo: Probablemente extinto en Mendoza.[47]
- Lycalopex culpaeus magellanicus: Posiblemente extinto en Mendoza.[41]
- Panthera onca: Extinta en Mendoza.[41][51]
- Thylamys pusilla bruchi[41]